# Laberiska
Laberiska (albanska: Labërishtja) är en underdialekt av den sydliga albanska dialekten toskiska. De arberesjiska och arvanitiska dialekterna härstammar från laberiskan. Dialekten förekommer i Albanien.